# قائمة الجماعات المسلحة في الحرب الأهلية العراقية
شاركت العديد من الجماعات المسلحة في الحرب الأهلية العراقية

## الحرب الأهلية العراقية (2013-الحاضر)
| جمهورية العراق والحلفاء | كردستان العراق والحلفاء | موالو حزب البعث · المقاومة العراقية والحلفاء | تنظيم الدولة الإسلامية (داعش) والحلفاء                                                     |
| --- | --- | --- | ------------------------------------------------------------------------------------------ |
| القوات الحكومية العراقية - القوات المسلحة العراقية - القوة البرية العراقية - القوات الخاصة العراقية - القوة الجوية العراقية - القوة البحرية العراقية الجماعات المسلحة المتحالفة: - الجبهة التركمانية العراقية - كتائب الموصل - لواء أبو الفضل العباس - كتائب حمزة - حركة الموصل الحرة - شهداء صلاح الدين - حزب الله - الحزب الشيوعي العراقي - جيش المختار - الجبور ميليشيات عشائرية القوات الأشورية - وحدات حماية سهل نينوى - هيئة حراسات بغديدا قوات الحشد الشعبي (من 2014) - منظمة بدر - كتائب حزب الله - قوات أبو الفضل العباس - حركة النجباء - قوات سهل نينوى - كتائب سيد الشهداء - سرايا السلام - عصائب أهل الحق - الكتائب التركمانية - اللواء السادس عشر - فوج البشير - سيد الشهداء - اللواء 52 - فوج تازة - اللواء 92 - فوج تلعفر - لواء الإمام الحسين - كتائب بابل - سرايا الجهاد - كتائب الإمام علي - كتائب روح الله عيسى بن مريم - قوات الشهيد الصدر - علي اللواء العظيم - فوج القائم - شعبة عباس القتالية - لواء ذو الفقار CJTF–OIR (من 2014) - الولايات المتحدة - كندا - أستراليا - فرنسا - هولندا - المملكة المتحدة - الأردن - بلجيكا (2014–17) - الدنمارك (2014–16) - المغرب (2014–16) - الكويت - تركيا (2014–17) إيران (من 2014) - القوات الجوية الإيرانية - القوة الجوفضائية لحرس الثورة الإسلامية باكستان (من 2015) - مجموعة الخدمات الخاصة - ISI وكالة الاستخبارات الباكستانية سوريا (2013-14) - القوات البرية العربية السورية - القوات الجوية العربية السورية | كردستان العراق - البيشمركة - الحزب الديمقراطي الكردستاني - الاتحاد الوطني الكردستاني - بيشمركة روج أفا - قوة حماية ايزيدخان - كتائب الكاكائية - الأسايش CJTF–OIR (من 2014) - الولايات المتحدة - كندا - أستراليا - فرنسا - هولندا - المملكة المتحدة - الأردن - بلجيكا (2014–17) - الدنمارك (2014–16) - المغرب (2014–16) - الكويت - تركيا (2014–17) الجماعات المسلحة المتحالفة: - اتحاد مجتمعات كردستان - حزب العمال الكردستاني (PKK) - قوات الدفاع الشعبية - وحدات نسائية حرة - حركة من أجل مجتمع ديمقراطي (TEV-DEM) - وحدات حماية الشعب - المجلس العسكري السرياني السوري - وحدة حماية المرأة - حزب الحياة الحرة الكردستاني (PJAK) - وحدات دفاع كردستان الشرقية - قوات الدفاع النسائية - تحالف سنجار - وحدات مقاومة سنجار - وحدات نساء إيزيدخان - أسايش أيزيدخان - القوات الخاصة لإيزيدان - حزب الحرية الكردستاني (PAK) - الحزب الديمقراطي الكردستاني الإيراني (PDKI) - الحزب الاشتراكي الديمقراطي الكردستاني (PSDK) - الحزب الشيوعي الماركسي - اللينيني في تركيا (MLKP) - كتيبة صقور نينوى - القوات الآشورية - دويخ نوشا - قوات سهل نينوى - حرس دجلة دعم إضافي: - ألمانيا - التشيك - روسيا | حزب البعث - المجلس العسكري العام لثوار العراق - جيش رجال الطريقة النقشبندية - كتائب ثورة العشرين - القيادة العليا للجهاد والتحرير - حزب العودة - جيش محمد الدعم: - الأردن المتمردون السنة: - المجلس السياسي للمقاومة العراقية - الجيش الإسلامي في العراق - مجلس الفلوجة العسكري - حماس العراق - الجبهة الإسلامية للمقاومة العراقية - جيش المجاهدين - جبهة الجهاد والإصلاح - جيش الراشدين - الجيش العراقي الحر (2014) - مجلس ثوار قبائل الأنبار - جماعة أنصار السنة فصيل - جبهة المرابطين - جيش العزة والكرامة - كتائب السنة المتمردة - أنصار الإسلام فصيل | تنظيم الدولة الإسلامية (داعش) - مسلحي داعش - أنصار الإسلام (إنضمت الأغلبية إلى تنظيم داعش) |